# Louis Delâtre
Louis Michel James Lacour Delâtre [ejtsd: dölátr] (Párizs, 1815. május 9. – 1893 után) francia író, librettó-szerző.

## Élete
Olaszországban nevelkedett és 1831-ben tért vissza Franciaországba. 1834-től sokat utazott és ezáltal több nyelvet megtanult.

## Munkái
- Jacques Ortis par M. Alex. Dumas, précédé d'un essai sur la vie et les écrits d'Ugo Foscolo par Eugène de Montlour, et suivi d'une traduction médite de ses œuvres choisis (1842)
- Les cinq conjugaisons de la langue française (Genf, 1851)
- La langue française dans ses rapports avec le sanscrit et les autres langues indo-européennes (Par. 1834)
- Les verbes irréguliers de la langue persane; Yélaguine, mœurs russes (uo. 1853)
- Haron, sa vie et ses écrits; L'Acropole d'Athénes (versekben, Genf 1853)
- Marathon, Promenade à cheval (1853)
- Les inscriptions grecques de la Cilicie (1885)
- Mots italiens d'origine allemand (1872)